# Dijakovac
Dijakovac is een plaats in de gemeente Grubišno Polje in de Kroatische provincie Bjelovar-Bilogora. De plaats telt 47 inwoners (2001).